# Dodge Super Bee (Ameryka Północna)
Dodge Super Bee – samochód sportowy typu muscle car klasy średniej produkowany pod amerykańską marką Dodge w latach 1968 – 1971.

## Pierwsza generacja

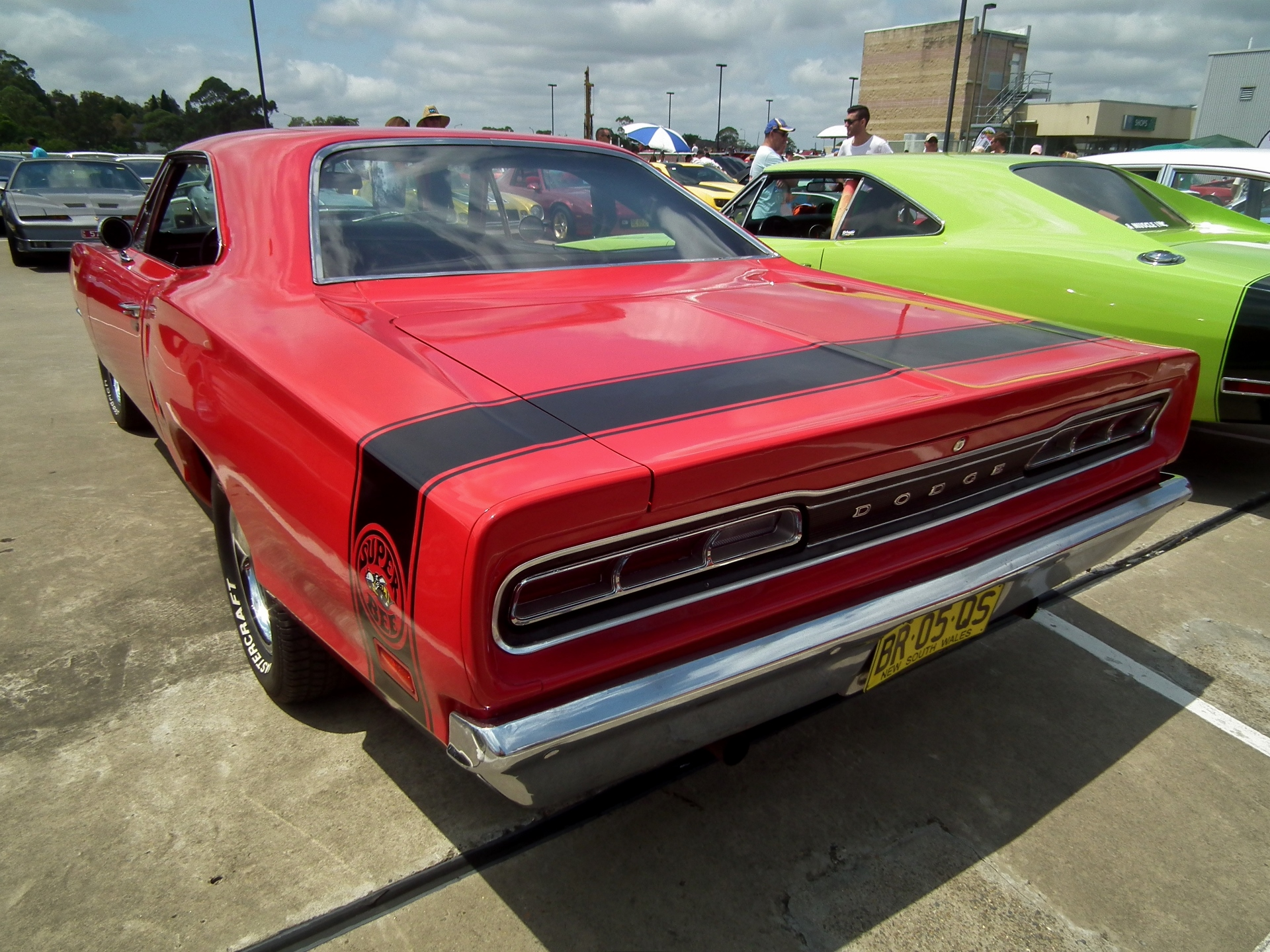
Dodge Super Bee I - tył

Dodge Super Bee I został zaprezentowany po raz pierwszy w 1968 roku.
Pierwsza generacja Dodge'a Super Bee została oparta na płycie podłogowej B-body koncernu Chryslera. Samochód opracowano jako pokrewną konstrukcję względem modelu Coronet, z kolei sam Super Bee charakteryzował się muksularnymi nadkolami, podwójnymi reflektorami i dwukolorowym malowaniem nadwozia. Samochód oferowano z różnymi jednostkami napędowymi uzależnionymi od roku produkcji.

### Silniki
- V8 6.3l Magnum
- V8 7.0l Hemi
- V8 7.2l Six-Pack

## Druga generacja

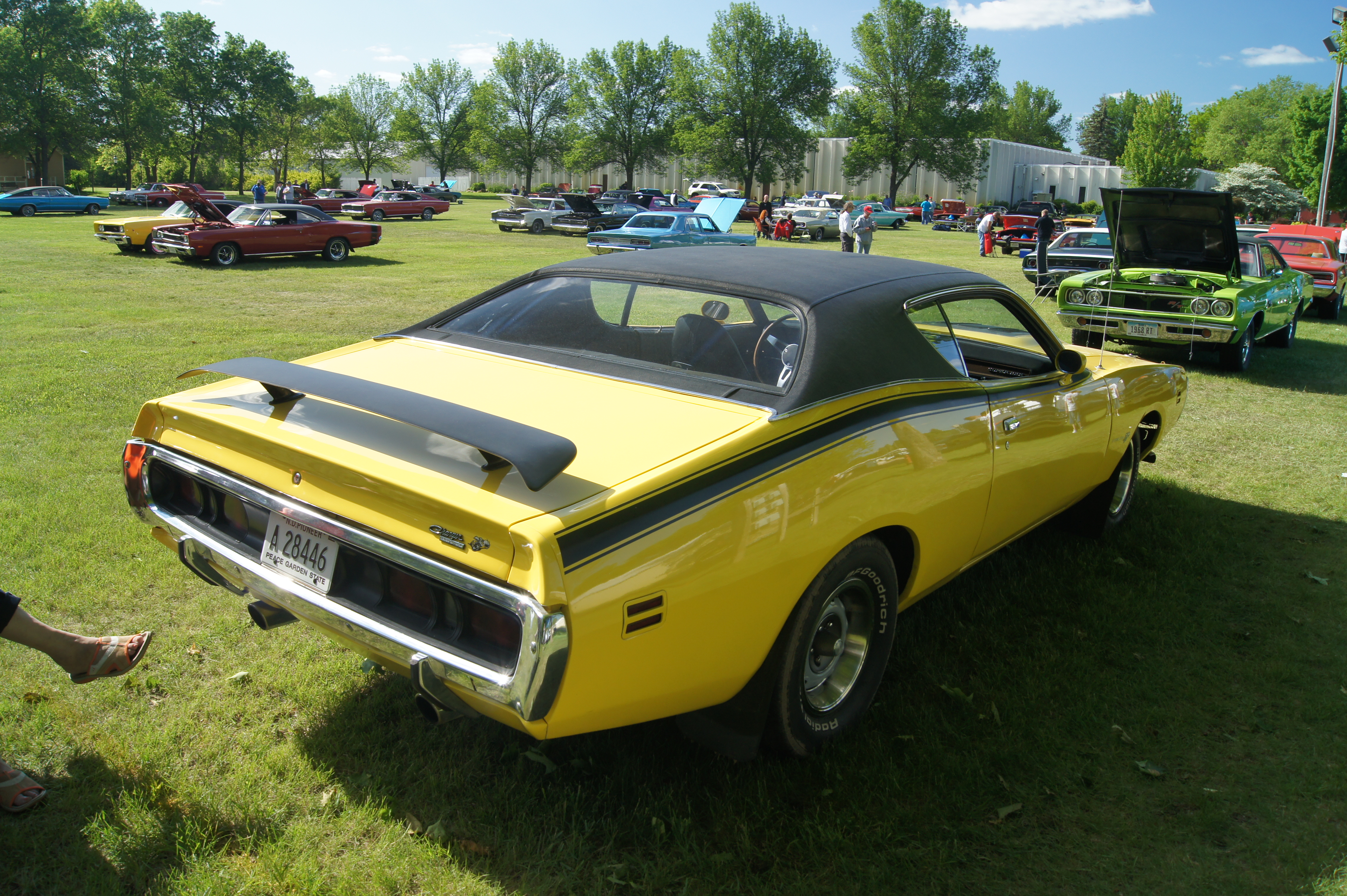
Dodge Super Bee II - tył

Dodge Super Bee II został zaprezentowany po raz pierwszy w 1971 roku.
W 1971 roku Dodge zaprezentował drugą generację muscle cara Super Bee, która w porównaniu do poprzednika przeszła ewolucyjny zakres zmian.
Tym razem samochód podstawł na bazie modelu Charger, wyróżniając się charakterystycznymi chromowanymi obdówkami w pasie przednim i wyraźnie zaznaczone tylne nadkole. Produkcja trwała zaledwie niecały rok, kończąc się jeszcze w 1971 roku.

### Silniki
- V8 5.6l
- V8 6.3l
- V8 7.0l
- V8 7.2l